# Potencjał osmotyczny
Potencjał osmotyczny, Ψπ – ciśnienie jakie trzeba przyłożyć, aby zapobiec osmotycznemu przepływowi wody przez błonę półprzepuszczalną. Wartość potencjału osmotycznego dla roztworu związków niedysocjujących może być wyliczona na podstawie wzoru:
{\displaystyle \Psi _{\pi }={\frac {nRT}{V}},}
gdzie:
{\displaystyle n} – liczba moli,
{\displaystyle R} – stała gazowa,
{\displaystyle T} – temperatura w kelvinach,
{\displaystyle V} – objętość roztworu,
Dla roztworu związków dysocjujących wzór ma postać:
{\displaystyle \Psi _{\pi }={\frac {nRTi}{V}},}
gdzie:
{\displaystyle i} – stała dysocjacji.
Liczbowo potencjał osmotyczny jest taki sam jak ciśnienie osmotyczne, ma jednak odwrotny znak. W roztworach rozdzielonych błoną półprzepuszczalną woda przemieszcza się z roztworu o niższym stężeniu do roztworu o wyższym stężeniu. Przemieszczaniu temu można zapobiec, zwiększając ciśnienie po stronie roztworu o wyższym stężeniu. Ciśnienie z jaką zasysana jest woda, jest określane jako siła ssąca i jest tożsama z potencjałem osmotycznym.